# Manuel Roca i Royo
Manuel Roca i Royo (Balaguer, 1850 - Olot, 1918) va ser un compositor català vinculat a la música religiosa.
Fill de Balaguer, la seva figura està molt vinculada a Olot, ciutat a la qual arriba a 1871. Es va criar en un ambient musical al costat del seu germà Joan Roca, tenor de la catedral de Tarragona. El seu pare va ser escolapi, fet que li va influenciar a compondre moltes obres de música religiosa, entre elles misses, corrandes, rosaris i himnes. A Olot impulsa la construcció de l'Escola Pia d'Olot (de la qual a més va ser rector a partir de 1906) i comença una llarga trajectòria d'on adquireix una sòlida formació musical orientada a la composició. Escriví la Missa Pompiliana, que es va estrenar a Olot el 1892, amb motiu de la beatificació de l'escolapi Pompilio Maria Pirrotti. En l'estrena va participar el seu germà Joan Roca i l'orquestra de Castelló d'Empúries.
La ciutat d'Olot va nomenar-lo fill adoptiu el 1917 i li va dedicar un carrer.

## Obra
Pel que fa a l'obra musical de Manuel Roca i Royo, es conserven dues obres en el Fons de l'església parroquial de Sant Esteve d'Olot. Són les següents:
- Missa per a 4 v i Orq en Do M (Complet).
- Trisagis per a 3 v i Orq en Fa M (Complet). [Signada amb el seu germà Joan].

També, a l'arxiu històric d'Unió Musical Espanyola es conserven tres peces seves:
- Despedida per a P en Sol M.
- Diez Ave Marías per a 2 v, Ac i Org.
- Letrilla a la Virgen María per a 2 v i Ac.